# 麥克杜爾 (加利福尼亞州)
麥克杜爾（英語：Macdoel）是位於美國加利福尼亞州錫斯基尤縣的一個人口普查指定地區。

## 地理
麥克杜爾的座標為41°49′36″N 122°00′19″W / 41.82667°N 122.00528°W，而該地最高點為海拔高度1296米（即4252英尺）。

## 人口
根據2010年美國人口普查的數據，麥克杜爾的面積為0.384平方千米，均為陸地。當地共有人口133人，而人口密度為每平方千米346人。